# Transport kolejowy w Beninie
Kolej w Beninie − system transportu kolejowego działający w afrykańskim państwie Benin.

## Historia
Pierwszą linię kolejową w Beninie pomiędzy Kotonu i Ouidah otwarto w 1906. Na 45 km linii zastosowano metrowy rozstaw toru. W kolejnych latach linię tę wydłużono w głąb kraju i w 1936 linię doprowadzono do Parakou oddalonego o 437 km od Kotonu. Równocześnie budowano nowe linie:
- Kotonu − Pobé (107 km)
- Pahou − Ségboroué (33 km)

Większość linii została zlikwidowana w połowie XX w. Pozostała wówczas jedynie linia z Kotonu do Parakou. W 1999 otwarto ponownie linię z Kotonu do Porto Novo.
Od 2005 planowana jest budowa linii z Parakou do Niamey w Nigrze.